# Fernandezina saira
Fernandezina saira is een spinnensoort uit de familie Palpimanidae. De soort komt voor in Brazilië.